# Lusitanops hyaloides
Lusitanops hyaloides is een slakkensoort uit de familie van de Raphitomidae. De wetenschappelijke naam van de soort is voor het eerst geldig gepubliceerd in 1925 door Dautzenberg.